# 437 v.Chr.
Het jaar 437 v.Chr. is een jaartal volgens de christelijke jaartelling.

## Gebeurtenissen

### Griekenland
- In Thracië sticht Perikles een Atheense handelskolonie in Amphipolis.
- De Atheense vloot wordt gestationeerd in de kuststreek van Pontus, om de Griekse handelsnederzettingen rond de Zwarte Zee te beschermen.
- Op de Akropolis in Athene begint Mnesicles met de bouw van de Propyleeën.

### India
- Stichting van Anuradhapura.

### Italië
- Begin van de oorlog tussen Rome en Fidenae.